# 京済
京済または京成（きょうせい）は、中世の日本において段銭・役夫工米などの課役を領主が現地ではなく、京都において納入すること。これに対して現地で納入することを国済（こくせい）と呼ぶ。

## 概要
鎌倉時代から見られるものの、広く行われるようになったのは室町幕府が国家的な賦課に関わるようになった南北朝時代以後のことである。守護領国制のもとで朝廷・幕府による段銭徴収は現地の守護を通じて実施されるのが普通であったが、その際に所領において徴収にあたる守護使が強引な徴収を行ったり、現地の領民に対して接待を要求したり本来の徴税額に上乗せを行って余剰を得たりするなどの不正な行為を行うことがあった。
これに対して将軍に近侍する奉公衆や奉行衆、有力な公家・寺社などが自己の所領におけるこうした不正を回避するために将軍に対して、こうした段銭を守護（あるいは守護使）を経由せずに直接京都に納付することを希望して、その認可の御判を得た。これが京済である。京済は守護大名の領国支配を認める一方で、幕府と御家人関係にある人々（公家や寺社も含む）に対しては守護による介入を抑制する方針を取ったことの反映であった。